# NGC 6021
NGC 6021 (другие обозначения — UGC 10102, MCG 3-41-5, ZWG 108.17, PGC 56482) — эллиптическая галактика (E) в созвездии Змея.
Этот объект входит в число перечисленных в оригинальной редакции «Нового общего каталога».